# La Légion marche

La Légion marche est une marche de la Légion étrangère en France et plus particulièrement du 2e régiment étranger de parachutistes (2e REP),,.

## Origines

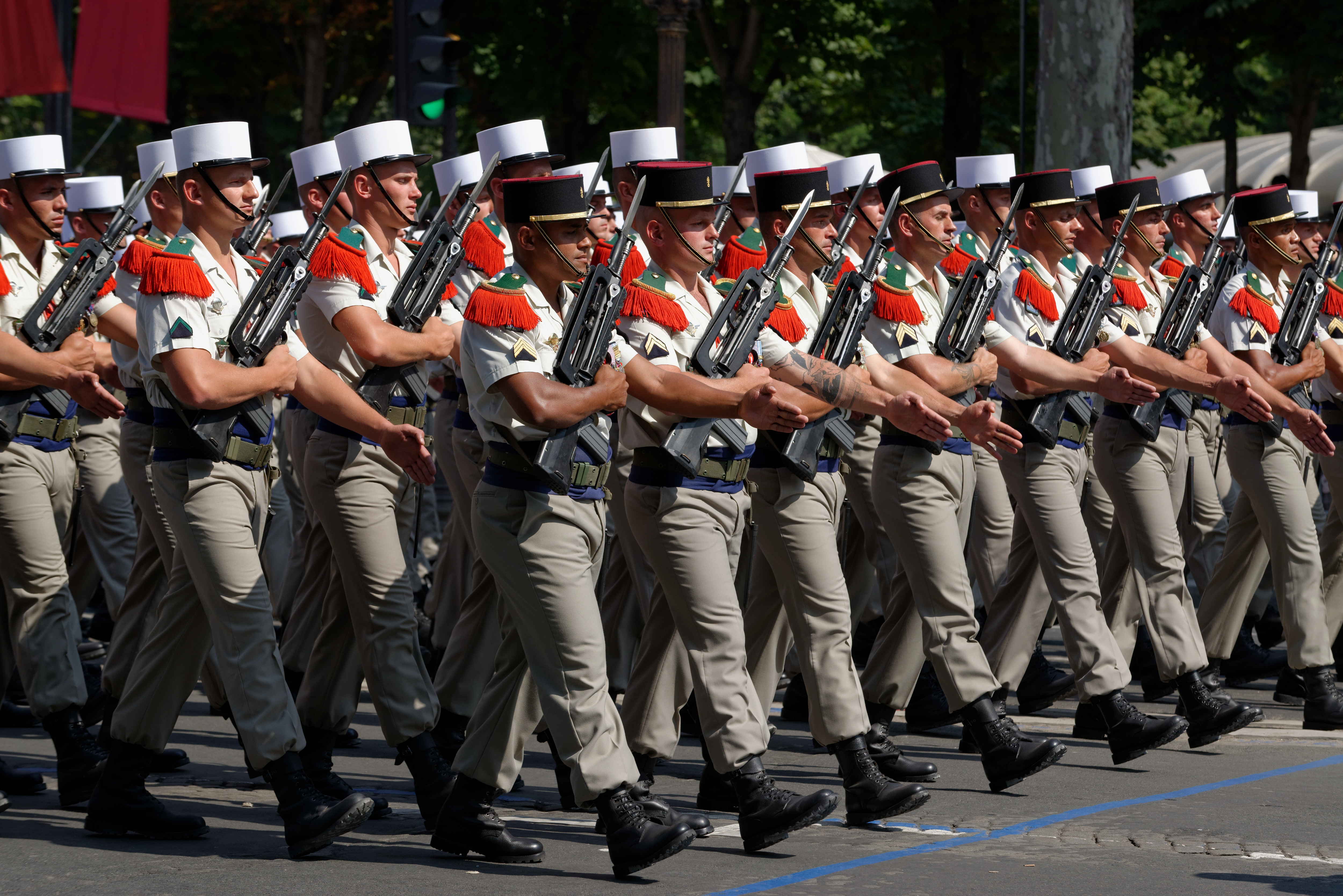
Les légionnaires du 2e REP en uniforme de parade défilant sur les Champs-Élysées en 2013.

La Légion marche est une adaptation de la fin des années 1940 d'un chant militaire allemand de la Schutzstaffel dont le titre original était SS marschiert in Feindesland (en français : « la SS marche en territoire ennemi »). Cette chanson utilise elle-même la mélodie d'une chanson militaire antérieure, l'hymne des volontaires allemands de la Légion Condor, qui combattaient en Espagne pendant la guerre civile espagnole à la fin des années 1930 et qui était intitulée Parademarsch der Legion Condor. La chanson originale des volontaires de la Légion Condor a été écrite par Wolfram Philipps et Christian Jährig, deux pilotes de l'unité Aufklärungsstaffel 88 de la légion Condor, tous deux ayant le grade d'Oberleutnant. 
Durant la Deuxième Guerre mondiale, la chanson est également adoptée dans une version norvégienne appelée På Vikingtokt par la division SS Viking en Norvège, mais également par la 20e division de grenadiers SS, 1ère division estonienne, avec les titres successifs Pataljon Narva laul (La chanson du Bataillon Narva), Eesti SS Pataljon (Le Bataillon SS estonien), Kord võitles Lõuna-Venemaal (Une fois combattu dans le sud de la Russie) ou le Kuradilaul (Chanson du diable). La 19e division lettone de grenadiers SS a également adopté la chanson sous le titre Zem Mūsu Kājām (Sous nos pieds). Une première adaptation en français a été réalisée par les légionnaires de la Légion des Volontaires Français contre le Bolchevisme (LVF) lors des combats sur le front de l'Est de la Seconde Guerre mondiale avec pour titre Le Chant du Diable. L'adoption du chant par le 2e REP après la Seconde Guerre mondiale pourrait s'expliquer par l'engagement de nombreux Allemands dans les bataillons parachutistes de la Légion étrangère qui adoptèrent le chant des divisions SS en changeant les paroles, du fait de la nouvelle situation géopolitique.
Une version brésilienne Dragões do Ar (Dragons de l'air) est aujourd'hui chantée par les parachutistes. Dans la Bundeswehr, la chanson existe toujours sous le nom de Grüne Teufel (Diables verts) et est chantée avec des paroles modifiées par la Fallschirmjägertruppe (parachutistes). Les paroles de la version estonienne ont également été légèrement modifiées et sont encore utilisées à ce jour par de nombreuses unités des Kaitseliit (volontaires des forces armées estoniennes) et des Kaitsevägi.

## Paroles
Les paroles des chansons sont les suivantes, :